# York Point
York Point est une communauté dans le comté de Queens sur l'Île-du-Prince-Édouard, au Canada, au sud-ouest de Charlottetown.
En 1996, il fut fusionné avec le village de Cornwall.
La communauté est centrée sur le chemin York Point, qui va à North Point, une pointe de terre formée par une anse de la rivière Yorke au nord et la rivière Elliot à l'ouest sur le côté ouest du port de Charlottetown.